# Osphantes
Osphantes är ett släkte av fjärilar. Osphantes ingår i familjen tjockhuvuden.
Kladogram enligt Catalogue of Life:
| Osphantes | \| \| Osphantes lulua \| \| \| \| \| \| Osphantes ogawena \| \| \| \| |
|           | \| \| Osphantes lulua \| \| \| \| \| \| Osphantes ogawena \| \| \| \| |
|           | Osphantes lulua                                                       |
|           |                                                                       |
|           | Osphantes ogawena                                                     |
|           |                                                                       |